# LoungeFM
LoungeFM ist ein privater Radiosender. Die Musikauswahl orientiert sich an den Genres Adult Pop, Chillout, Lounge, Smooth Jazz und Easy Listening. Die Slogans des Senders lauten: „Einfach gute Musik“ und „Listen & Relax“.

## Geschichte
Im Juni 2005 startete LoungeFM als das weltweit erste nur über DVB-H-UMTS empfangbare Radio im Netz des Mobilanbieters ONE (heute Hutchison Drei Austria). Kurz darauf ging LoungeFM auch als Webradio online. In den Jahren
2008 bis 2010 war LoungeFM das offizielle Radio des Internet-Auftritts der Zeitung Der Standard. Auch die stündlichen Nachrichten des Programms stammen aus dem Newsroom von www.derStandard.at.
Von 29. Mai 2008 bis 29. April 2023 war LoungeFM über UKW in Oberösterreich in Linz, Wels, Freistadt und Steyr zu hören. 2010 wurde das „reichweitenstarke“ Sendegebiet um Gmunden erweitert.
2011 startete der Sender auch in Klagenfurt, im Jahre 2014 folgten Salzburg (Gaisberg) und Innsbruck (Hötting), 2015 Inzing. 2016 plante LoungeFM eine Erweiterung des Sendegebietes im Salzburger Pongau, Lungau und Pinzgau auf der Frequenz 106,50 MHz. 2019 gingen diese Frequenzen an die Radio Austria GmbH.
In Wien ist der Sender im Rahmen einer zeitlich befristeten „Eventfrequenz“ zu empfangen; seit 30. Dezember 2020 über DAB+ vom DC Tower 1 im Kanal 11C CityMUX Wien II.
Somit ging LoungeFM den umgekehrten Weg zu den meisten anderen Radiosendern. Als digitales Radio gestartet, folgte erst später der Weg zum analogen Empfang über UKW.

## Musikformat
Das Radioprogramm von LoungeFM sendet unter dem Motto „Einfach gute Musik“ eine Mischung aus Adult Pop, Downtempo, Lounge, Chillout, Easy Listening und Smooth Jazz, kombiniert mit lokalen und nationalen Nachrichten.

## Empfang

### Österreich
Zu empfangen ist LoungeFM über DAB+ und UKW in Wien auf 93,6 MHz, im Internet über www.lounge.fm sowie über digitale Kabelnetze wie unter anderem UPC Austria (97,6), UPC Tirol, kabelsignal, A1 TV, UPC Schweiz und Liwest. Auf UKW sendet LoungeFM seit Juni 2014 ein Programm mit dem Schwerpunkt Adult Pop, während das ursprüngliche LoungeFM-Format weiterhin über Web unter der Bezeichnung „LoungeFM Digital“ ist.
Am 21. Juni 2024 startete das Programm gemeinsam mit 27 weiteren Radiosendern in Österreich als Sender auf DAB+ im MUX-III der ORS und ist damit in weiten Teilen Österreichs terrestrisch zu empfangen. Der Sendestart erfolgte durch den österreichischen Bundespräsidenten Alexander Van der Bellen. Die Lizenzdauer beträgt – wie bei privaten Radiosendern generell – 10 Jahre.

### Deutschland
Am 1. August 2011 startete der Sender mit einem eigens konzipierten Programm bundesweit in Deutschland über DAB+. Anfang des Jahres 2013 wurde ein Insolvenzantrag gegen die deutsche Tochter von LoungeFM eingereicht. Am 12. Juni 2013 war das Programm für ein paar Stunden ab Mittag nicht mehr über DAB+ zu empfangen, sondern nur mehr über die jeweiligen Streams in Internet. Über DAB+ lief jedoch weiterhin ein Programm mit dem Namen LoungeFM, welches vom Senderbetreiber Media Broadcast veranstaltet wurde. Am späteren Nachmittag wurde dann wieder das Programm von Lounge FM aufgeschaltet. Den Angaben von Media Broadcast zufolge seien alle Beteiligten nun daran interessiert, „[…]gemeinsam mit dem Insolvenzverwalter nach Lösungen zu suchen, den Betrieb mit einem vergleichbaren Angebot auf eine solide, wirtschaftliche Grundlage zu stellen“.
Im April 2015 kündigte eine stündlich wiederholte Ansage die Beendigung der Radiosendungen über DAB+ in Deutschland an. Auf seiner Webseite erklärte der Sender, die Entscheidung sei im Einvernehmen mit Media Broadcast getroffen worden. Man wolle sich künftig auf den österreichischen Heimatmarkt konzentrieren. In Zukunft soll das Programm in Deutschland nur noch über das Internet zu empfangen sein. Die Ausstrahlung über DAB+ wurde am 30. April 2015 beendet. 
Inzwischen wird in Deutschland ein ähnliches Angebot durch den Sender Beats Radio angeboten.

## Webangebot
Via Internet ist ein eigenes Angebot mit mehreren Kanälen empfangbar.
Information über das Programm, die jeweils aktuellen Musiktitel und laufende redaktionelle Beiträge werden auf lounge.fm präsentiert. Die Ressorts des selbst propagierten Wohlfühlmediums lauten folgendermaßen:
- So einfach
- Entspannen
- Genießen
- Reisen
- Vergnügen
- Musiklounge
- Gästebuch
- Trackservice
- DerStandard-Nachrichten

Zusätzlich gibt es die Möglichkeit, gehörte Musiktitel zu identifizieren und herunterzuladen.
Für die laufende redaktionelle Information bedient sich LoungeFM der Blog-Technologie auf Basis von WordPress.
Auf der Website ist neben der Auswahl aus 3 verschiedenen Radiokanälen zudem ein inhaltliches Angebot zu finden, das sich an Themen rund um Musik, Entspannung, Wohlfühlen, Genuss und Lifestyle orientiert.